# 近藤行成
近藤 行成（こんどう ゆきしげ、1968年9月 - ）は、日本の化学者。東京理科大学工学部工業化学科教授・工学部長、学科主任。工学博士（東京理科大学）。専門は界面化学、特に界面活性剤水溶液の物理化学。

## 略歴
- 1987年（昭和62年） - 愛知県立岡崎北高等学校 卒業
- 1991年（平成3年） - 東京理科大学理工学部工業化学科 卒業
- 1995年（平成7年） - 東京理科大学大学院理工学研究科博士後期課程 中退
- 1995年（平成7年） - 東京理科大学工学部 助手
- 2004年（平成16年） - ウィスコンシン大学マディソン校化学・生物工学科 在外研究員
- 2007年（平成19年） - 東京理科大学工学部 講師
- 2010年（平成22年） - 東京理科大学工学部 准教授
- 2015年（平成27年） - 東京理科大学工学部 教授
- 2020年（令和2年） - 東京理科大学工学部長

## 業績
2010年にアゾベンゼン系化合物から金色結晶ができることを発見した。その後、有機物から銀色結晶の作製にも成功している。これらの金属色は自由電子に寄るものではないことも明らかにしている。

## 受賞歴
- 2005年 日本油化学会進歩賞「界面活性剤ベシクルの形成と物性に関する研究」
- 材料技術研究協会討論会ゴールドポスター賞「金色光沢低分子有機結晶の調製と構造解析」